# Xã Castle Butte, Quận Pennington, South Dakota
Xã Castle Butte (tiếng Anh: Castle Butte Township) là một xã thuộc quận Pennington, tiểu bang Nam Dakota, Hoa Kỳ. Năm 2010, dân số của xã này là 28 người.